# Liga Mistrzyń siatkarek (2024/2025) – kwalifikacje
Kwalifikacje do Ligi Mistrzyń 2024/2025 odbyły się w dniach 1 – 10 października 2024 roku. Wzięło w nich udział 10 drużyn.
Kwalifikacje składały się z jednej rundy eliminacyjnej, w której rywalizacja toczyła się w formie dwumeczów. Do fazy grupowej Ligi Mistrzyń awans uzyskało pięć zespołów. Drużyny, które nie awansowały do fazy grupowej Ligi Mistrzyń, otrzymały prawo uczestnictwa w Pucharze CEV. 
Kwalifikacje do fazy grupowej Ligi Mistrzyń odbyły się po raz dziewiąty w historii tych rozgrywek.

## Drużyny uczestniczące
| Rk                                                                        | Federacja            | Klub                     |
| ------------------------------------------------------------------------- | -------------------- | ------------------------ |
| 3                                                                         | Polska               | Grot Budowlani Łódź (L4) |
| 8                                                                         | Serbia               | Tent Obrenovac (L2)      |
| 12                                                                        | Rumunia              | CSO Voluntari 2005 (L1)  |
| 14                                                                        | Hiszpania            | CV Gran Canaria (L1)     |
| 16                                                                        | Chorwacja            | Mladost Zagrzeb (L1)     |
| 18                                                                        | Bośnia i Hercegowina | ŽOK Gacko (L1)           |
| 22                                                                        | Belgia               | Asterix Avo Beveren (L1) |
| 23                                                                        | Czarnogóra           | OK Herceg Novi (L1)      |
| 23                                                                        | Macedonia Północna   | Rabotniczki Skopje (L1)  |
| 23                                                                        | Portugalia           | AJM FC do Porto (L1)     |
| Legenda: Rk – miejsce w rankingu CEV Ln – n miejsce w mistrzostwach kraju |                      |                          |

W związku z wycofaniem się z europejskich pucharów drużyn  Grupa Azoty Chemik Police (mistrz Polski) oraz  Jedinstvo Stara Pazova (mistrz Serbii), które zgodnie z rankingiem miały prawo do gry w fazie grupowej Ligi Mistrzyń, następne w kolejności drużyny z poszczególnych federacji (a które nie miały już przysługującego miejsca w fazie grupowej), to jest  Grot Budowlani Łódź oraz  Tent Obrenovac, otrzymały prawo do udziału w kwalifikacjach.

## System rozgrywek
Kwalifikacje do fazy grupowej Ligi Mistrzyń 2024/2025 skłały się z jednej rundy eliminacyjnej.
10 uczestniczących drużyn zostało zgrupowanych w dwóch koszykach na podstawie rankingu CEV. Pięć drużyn z federacji zajmujących najwyższe miejsca w rankingu trafiło do drugiego koszyka, natomiast pozostałe do koszyka pierwszego. Do drużyn z drugiego koszyka, które zostały rozstawione według rankingu bez losowania, dolosowywane były zespoły z pierwszego koszyka. W ten sposób powstały pary meczowe kwalifikacji. Drużyny nierozstawione były gospodarzami pierwszego meczu w parze.
| Drużyny nierozstawione | Drużyny rozstawione |
| ---------------------- | ------------------- |
| ŽOK Gacko              | Grot Budowlani Łódź |
| Asterix Avo Beveren    | Tent Obrenovac      |
| OK Herceg Novi         | CSO Voluntari 2005  |
| Rabotniczki Skopje     | CV Gran Canaria     |
| AJM FC do Porto        | Mladost Zagrzeb     |

Losowanie odbyło się 16 lipca 2024 roku w Broadcasting Center Europe w Luksemburgu.
Rywalizacja toczyła się w formie dwumeczów – mecz u siebie i rewanż na wyjeździe. O awansie decydowała większa liczba zdobytych punktów meczowych. Za zwycięstwo 3:0 lub 3:1 drużyna otrzymywała 3 punkty meczowe, za zwycięstwo 3:2 – 2 punkty, za porażkę 2:3 – 1 punkt, natomiast za porażkę 1:3 lub 0:3 – 0 punktów. Jeżeli po rozegraniu dwumeczu obie drużyny zdobyły tę samą liczbę punktów, o awansie decydował tzw. złoty set grany do 15 punktów z dwoma punktami przewagi jednej z drużyn.
Drużyny, które przegrały w dwumeczach, uzyskały prawo gry w 1/16 finału Pucharu CEV.
Do fazy grupowej Ligi Mistrzów awans uzyskali wygrani dwumeczów.

## Rozgrywki
Wszystkie godziny według czasu lokalnego.
| Data                                 | Godz. | Drużyna 1           | Wynik | Drużyna 2           | 1     | 2     | 3     | 4     | 5     | Złoty set | Widzów | *      |
| ------------------------------------ | ----- | ------------------- | ----- | ------------------- | ----- | ----- | ----- | ----- | ----- | --------- | ------ | ------ |
| 02.10.2024                           | 20:00 | OK Herceg Novi      | 0:3   | Grot Budowlani Łódź | 22:25 | 25:27 | 18:25 |       |       |           | 150    | raport |
| 08.10.2024                           | 18:00 | OK Herceg Novi      | 0:3   | Grot Budowlani Łódź | 20:25 | 20:25 | 21:25 |       |       | 1050      | raport |        |
| 02.10.2024                           | 20:00 | Asterix Avo Beveren | 1:3   | Tent Obrenovac      | 20:25 | 20:25 | 25:23 | 12:25 |       |           | 300    | raport |
| 09.10.2024                           | 19:00 | Asterix Avo Beveren | 0:3   | Tent Obrenovac      | 13:25 | 19:25 | 20:25 |       |       | 850       | raport |        |
| 02.10.2024                           | 19:00 | Rabotniczki Skopje  | 0:3   | CSO Voluntari 2005  | 14:25 | 13:25 | 12:25 |       |       |           | 301    | raport |
| 09.10.2024                           | 19:00 | Rabotniczki Skopje  | 0:3   | CSO Voluntari 2005  | 11:25 | 16:25 | 15:25 |       |       | 95        | raport |        |
| 01.10.2024                           | 20:00 | AJM FC do Porto     | 3:0   | CV Gran Canaria     | 25:19 | 25:23 | 25:18 |       |       |           | 550    | raport |
| 09.10.2024                           | 19:00 | AJM FC do Porto     | 3:2   | CV Gran Canaria     | 22:25 | 25:23 | 21:25 | 25:18 | 16:14 | 280       | raport |        |
| 03.10.2024                           | 18:00 | ŽOK Gacko           | 1:3   | Mladost Zagrzeb     | 25:19 | 22:25 | 22:25 | 17:25 |       |           | 350    | raport |
| 10.10.2024                           | 19:00 | ŽOK Gacko           | 1:3   | Mladost Zagrzeb     | 20:25 | 25:22 | 20:25 | 17:25 |       | 300       | raport |        |
| Po lewej gospodarz pierwszego meczu. |       |                     |       |                     |       |       |       |       |       |           |        |        |

## Drużyny zakwalifikowane
| Grupa A         | Grupa B        | Grupa C         | Grupa D             | Grupa E            |
| --------------- | -------------- | --------------- | ------------------- | ------------------ |
| Mladost Zagrzeb | Tent Obrenovac | AJM FC do Porto | Grot Budowlani Łódź | CSO Voluntari 2005 |